# Archytas carrerai
Archytas carrerai là một loài ruồi trong họ Tachinidae.